# Vladimír Bahna
Vladimír Bahna (Banská Štiavnica, 25 luglio 1914 – Bratislava, 19 ottobre 1977) è stato un regista, sceneggiatore e drammaturgo slovacco.

## Biografia
Nacque a Banská Štiavnica, nella famiglia di un artigiano della vicina città mineraria di Pukanec. Fin dall'infanzia s'occupò d'arte, cosa confermata anche dalla sua ammissione all'Accademia di belle arti di Praga, che però non poté frequentare per problemi economici. Studiò allora per diventare tipografo a Nové Mesto nad Váhom, in seguito si trasferì a Bratislava, dove nel 1934 si diplomò alla Scuola di artigianato artistico. Imparò tipografia costruttiva e grafica applicata con i professori Rossmann, Vydra, Hořejška, Fulla e Galanda. In questo periodo iniziò a pubblicare vari esperimenti letterari e articoli di giornale. Incominciò a interessarsi di cinematografia e ha parlato pubblicamente del film di Martin Frič Janosik il bandito e del film di Karol Plicka Zem spieva, nonché dei fondamenti generali e delle prospettive del futuro cinema slovacco. Il suo interesse per la fotografia trovò applicazione anche nelle attività editoriali, soprattutto durante il suo soggiorno a Piešťany, dove lavorò come redattore per la rivista Nové Slovensko.
Nel 1976 lo Stato gli conferì il titolo di artista nazionale.

## Carriera

### Esordi nel dopoguerra
L'esordio nel mondo del cinema lo vide drammaturgo e sceneggiatore per il settimanale cinematografico Nástup (1944-1945). Alla fine di gennaio 1945 fu nominato addetto stampa e direttore della rivista partigiana Pohronie. In seguito alla nazionalizzazione della cinematografia, nel 1945 fu fondata la casa cinematografica statale Slovenská filmová spoločnosť (Slofis). Bahna divenne il drammaturgo di un cortometraggio e nel 1946 il debutto alla sceneggiatura di Bahna Čierne umenie fu ristampato. Realizzò in collaborazione con il regista Vladimír Zimmer un documentario sulla storia della stampa in Slovacchia. Nel dopoguerra Vladimír Bahna continuò il suo impegno come giornalista cinematografico per Nástup. Era membro della redazione della rivista Kino. Il debutto di Bahna come regista fu con il documentario Pukanskí kolári (1947). Dopo il colpo di stato di febbraio in Cecoslovacchia, Bahna realizzò i reportage ''Čarovný prút ("La bacchetta magica", 1948) e Údolie radosti ("La valle della gioia", 1948), ispirati al lavoro edile e il film propagandistico contro l'alcol Nepriateľ medzi nami ("Il nemico in mezzo a noi", 1948).

### Lungometraggi documentari
Vladimír Bahna acquisì ulteriore esperienza come regista con il lungometraggio Oceľová cesta ("La strada d'acciaio", 1949). Questo documento di propaganda e mostra la costruzione di un itinerario per la gioventù da Hronská Dúbrava a Banská Štiavnica. Sulla linea e nello spirito del film precedente, Bahna girò il primo lungometraggio a colori slovacco sul tema dell'industrializzazione, Dúha nad Slovenskom ("L'arcobaleno sopra la Slovacchia", 1951). Nella prima metà degli anni Cinquanta, Bahna lavorò anche come redattore della rivista Film a doba.

### Lungometraggi

#### Anni 1950
Nell'ambito del lungometraggio, Bahna partecipò come drammaturgo al film Boj sa skončí zajtra ("La battaglia finisce domani", 1951). Per il suo primo lungometraggio Pole neorané ("Campi non arati") nel 1953, Bahna scelse come modello l'omonimo romanzo di Peter Jilemnický. L'autore della sceneggiatura era Vladimír Mináč. Il film racconta la vita dei contadini poveri del nord-ovest della Slovacchia durante la crisi economica degli anni Trenta. Il film Pole Neorané, a differenza della maggior parte dei film dell'epoca, eccelleva dall'aspetto artistico e lasciava in secondo piano, almeno parzialmente, i temi ideologici socialisti, soprattutto grazie alla regia di Vladimír Bahna e alla co-regia di Tibor Rakovský. La collaborazione con Mináč e Bahna fu rinnovata in un altro lungometraggio Žena z vrchov ("La donna delle colline", 1955). Nel 1956, l'attività drammaturgico del cinema slovacco fu decentralizzata e furono formati tre gruppi, uno dei quali sotto la direzione di Vladimír Bahna. La riorganizzazione avvenne nel 1958, quando i gruppi creativi divennero gruppi di produzione e Bahna, Bielik e Gajdošová si dimisero. Dopo aver lavorato su temi di attualità, Bahna realizzò la commedia storica Zemianska česť ("Onore contadino", 1957), basata sul libro Reštavrácia di Ján Kalinčiak. Allo stesso tempo, girò anche Posledná bosorka ("L'ultima strega", 1957), che originariamente doveva essere diretto da Paľo Bielik, ma a causa dei suoi disaccordi con Ivan Bukovčan, la direzione di Koliba ne incaricò Vladimír Bahna. Anche durante questo periodo, Bahna rimase fedele al giornalismo e contribuì regolarmente alla rivista Film a divadlo. Partecipò anche alla preparazione letteraria della commedia cinematografica Dáždnik svätého Petra ("L'ombrello di San Pietro", 1958), ma non volle rendere pubblica la sua partecipazione. Nel 1959 diresse il film Dom na rázcestí ("La casa all'incrocio"), due anni dopo si concentrò sul tema della resistenza antifascista nel film melodrammatico Predjarie (1961).

#### Anni 1960
All'inizio degli anni '60, Vladimír Bahna si recò nello studio televisivo di Bratislava, dove realizzò lo spettacolo drammatico Návraty ("Ritorni"). Per la televisione diresse un adattamento dell'opera di Jozef Hollý, Geľo Sebechlebský (1963), una trascrizione del racconto di Janko Jesenský, Slnečný kúpeľ ("Bagno di sole", 1964) e continuò la sua collaborazione con Vladimír Mináč nella realizzazione del racconto Pripad ("Il caso", 1964) . Durante questo periodo, un gruppo di avanguardia (Eduard Grečner, Stanislav Barabáš, Peter Solan) si formò nel cinema slovacco, contro il quale prese posizione una linea di tradizionalisti, tra cui Jozef Tallo, Štefan Sokol e Vladimír Bahna. La sceneggiatura di un altro adattamento letterario di Bahna, Námestie svätej Alžbety ("Piazza Sant'Elisabetta", 1965), fu scritta da Štefan Sokol sulla base di un romanzo di Rudolf Jašík. Vladimír Bahna affrontò il tema dell'Insurrezione nazionale slovacca nella pellicola Stopy na Sitne ("Passi sul Sitno", 1968) e nel telefilm in tre parti Generácia ("Una generazione", 1969). Nonostante la loro uscita negli anni '60, questi film sono caratterizzati da un rigido impianto ideologico e propagandistico. Oltre alla regia, Vladimír Bahna in questo periodo ricoprì anche la carica di direttore degli studi cinematografici e fu critico cinematografico per i giornali slovacchi.

#### Anni 1970
Un altro adattamento di Vladimír Bahna fu la trascrizione cinematografica della prosa di Ľudo Zúbek Skrytý prameň ("La sorgente nascosta", 1973). Ľudo Zúbek torna ai tempi del maestro rinascimentale Pavol di Levoča. Tuttavia, la sceneggiatura del film sottolinea ancora lo schematismo dell'originale, e il film è sia una propaganda di partito molto trasparente a causa del periodo di normalizzazione, sia l'opera di Vladimír Bahna. La trascrizione del racconto Skrytý prameň fu l'ultimo lungometraggio di Vladimír Bahna. Bahna tornò al documentario dopo quasi vent'anni con il film Deväťsto rokov niekdajšieho slobodného kráľovstva banského mesta Pukanca ("Novecento anni dell'antico regno libero della città mineraria di Pukanec", 1976). Il lungometraggio in due parti originariamente previsto Poéma o svedomí ("Poema sulla coscienza", 1978) fu portato a termine come un film unico, perfettamente in linea con la mitologia politica degli anni '70. Dopo la morte improvvisa di Bahna, il film fu terminato da Zoro Záhon.

## Filmografia

### Krátkometrážna a dokumentárna tvorba
- Čierne umenie ("L'arte nera", 1946) (soggetto, copione e scene)
- Kvapka Slnka ("Una goccia di sole", 1946) (soggetto)
- Pukanskí kolári (1947) (soggetto, scene, regia)
- Čarovný prút ("La bacchetta magica", 1948) (soggetto, scene, regia)
- Údolie radosti ("La valle della gioia", 1948) (soggetto, scene, regia)
- Nepriateľ medzi nami ("Il nemico in mezzo a noi", 1948) (scene, regia)
- Neznáme ruky ("Mani ignote", 1949) (regia)
- Oceľová cesta ("La strada d'acciaio", 1949) (soggetto, scene, regia)
- Dúha nad Slovenskom ("L'arcobaleno sopra la Slovacchia", 1951) (soggetto, scene, regia)
- Chlieb a kvety ("Pane e fiori", 1954) (soggetto, scene, commento)
- Príďte všetci ("Venite tutti", 1954) (soggetto, scene, regia)
- Deväťsto rokov niekdajšieho slobodného kráľovstva banského mesta Pukanca ("Novecento anni dell'antico regno libero della città mineraria di Pukanec", 1976) (soggetto, scene, regia)

### Film e telefilm
- Pole neorané ("Campi non arati", 1953)
- Žena z vrchov ("La donna delle colline", 1955)
- Posledná bosorka ("L'ultima strega", 1957)
- Zemianska česť ("Onore contadino", 1957)
- Dom na rázcestí ("La casa all'incrocio", 1959)
- Predjarie (1961)
- Návrat Ondreja Baláža ("Il ritorno di Ondrej Baláž", 1963)
- Mária (1963)
- Geľo Sebechlebský (1963)
- Slnečný kúpeľ ("Bagno di sole", 1964)
- Prípad ("Il caso", 1964)
- Námestie svätej Alžbety ("Piazza Sant'Elisabetta", 1965)
- Na brehu priezračnej rieky ("Sulla riva di un fiume trasparente", 1966)
- Stopy na Sitne ("Passi sul Sitno", 1968)
- Generácia ("Una generazione", 1969)
- Skrytý prameň ("La sorgente nascosta", 1973)
- Poéma o svedomí ("Poema sulla coscienza", 1978)